# Manolo Rodríguez Alfonso
Manuel Rodríguez Alfonso detto Manolo (Cangas, 22 dicembre 1947) è un ex calciatore spagnolo, di ruolo difensore.

## Carriera
Giocò per tutta la sua carriera con il Celta Vigo, diventandone il capitano e il recordman di presenze, precisamente 533 considerando tutte le competizioni. È soprannominato "O Gran Capitán".

## Palmarès

### Club

#### Competizioni nazionali
- Segunda División B spagnola: 1

Celta Vigo: 1980-1981
- Segunda División spagnola: 1

Celta Vigo: 1981-1982